# Le Bouscat
Bouscat – miejscowość i gmina we Francji, w regionie Nowa Akwitania, w departamencie Żyronda.
Według danych na rok 1990 gminę zamieszkiwało 21 538 osób, a gęstość zaludnienia wynosiła 4079 osób/km² (wśród 2290 gmin Akwitanii Bouscat plasuje się na 19. miejscu pod względem liczby ludności, natomiast pod względem powierzchni na miejscu 1410.).

## Współpraca
- Arnstadt, Niemcy